# District de Yōrō
 (novembre 2019).

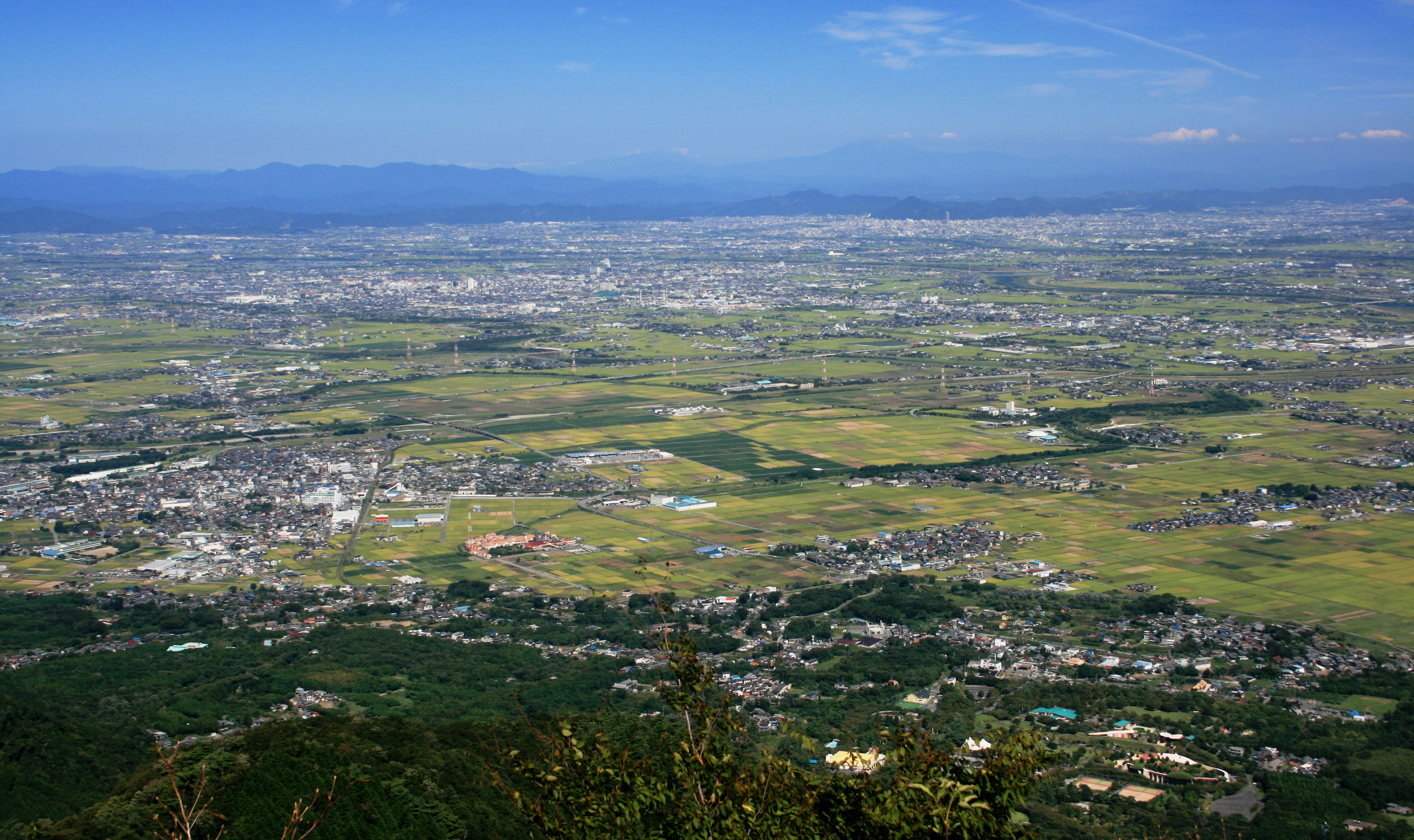
Vue générale de Yōrō.

Le district de Yōrō (養老郡, Yōrō-gun) est un district rural japonais, situé dans la préfecture de Gifu sur l'île de Honshū. Il est constitué d'un seul bourg, Yōrō.

## Géographie

### Localisation
Le district de Yōrō est situé dans la plaine du fleuve Kiso, au pied du versant est des monts Yōrō dont le point culminant est le mont Yōrō (859 m). Délimité au nord par la ville d'Ōgaki, le district de Yōrō est distant d'environ 30 km de Gifu et d'environ 45 km de Nagoya.

### Transports
Le district de Yōrō est traversé par la ligne ferroviaire Yōrō.

### Population
Au recensement de 2011, la population du district de Yōrō était estimée à 31 058 habitants.